# کورپس کریستی
کورپس کریستی (Corpus Christi) شهری است در ایالت تکزاس از کشور ایالات متحده آمریکا در مجاورت خلیج مکزیک.
در سال ۲۰۰۴ جمعیت آن ۲۸۱٬۱۹۶ نفر تخمین زده شد.
کورپس کریستی یک شهر ساحلی است که حاوی بندرگاه و سواحل تفریحی فراوانیست. این شهر در میان گردشگرانی که در تعطیلات بهاره قصد فرار از سرمای مناطق شمالی را دارند محبوبیت فراوانی دارد؛ و نیز تعداد زیادی افراد بازنشسته به این شهر در سالهای اخیر مهاجرت کرده‌اند.

## دانشگاه‌ها
- دانشگاه تگزاس A&M در کورپس کریستی

## نگارخانه

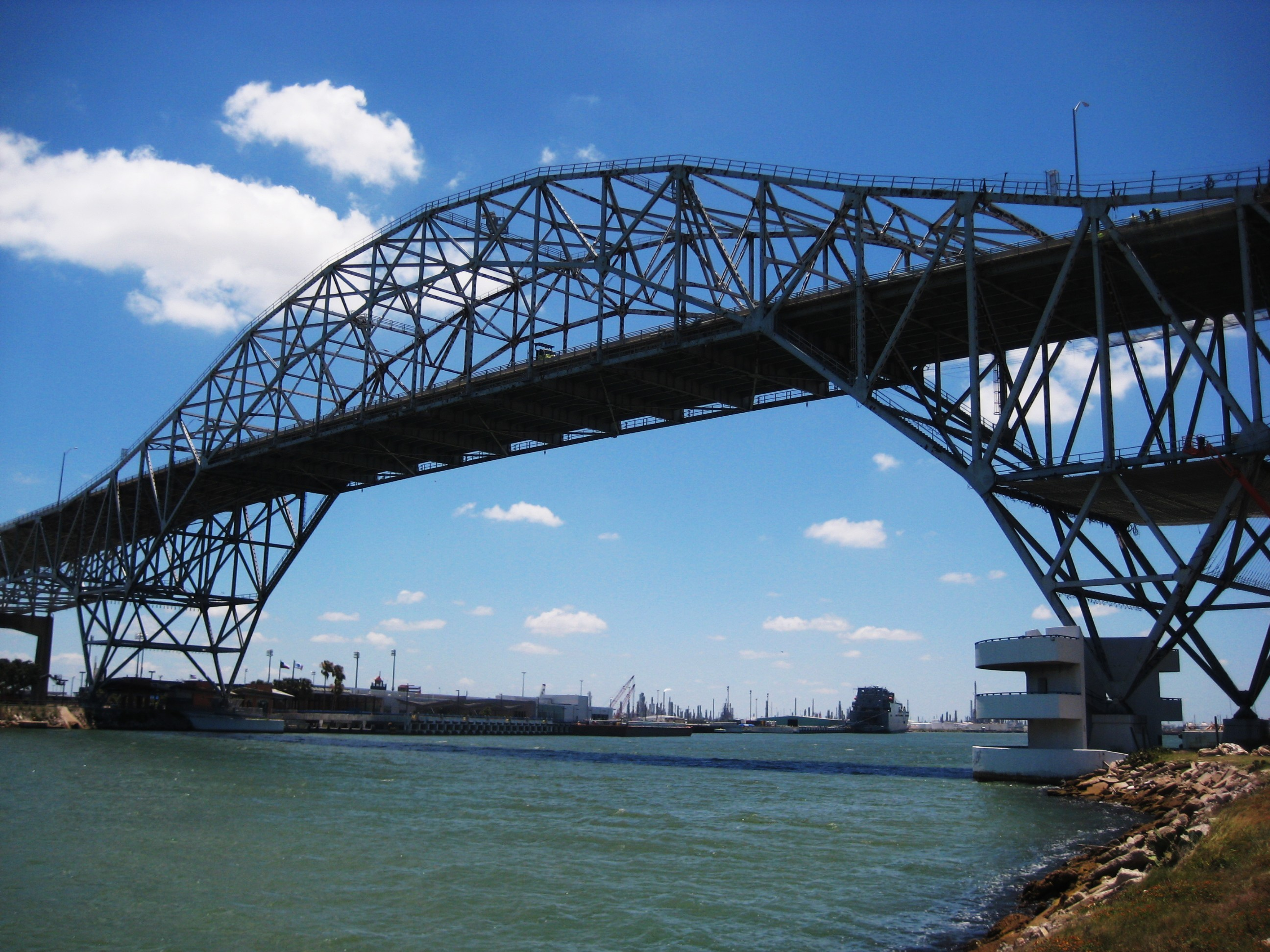
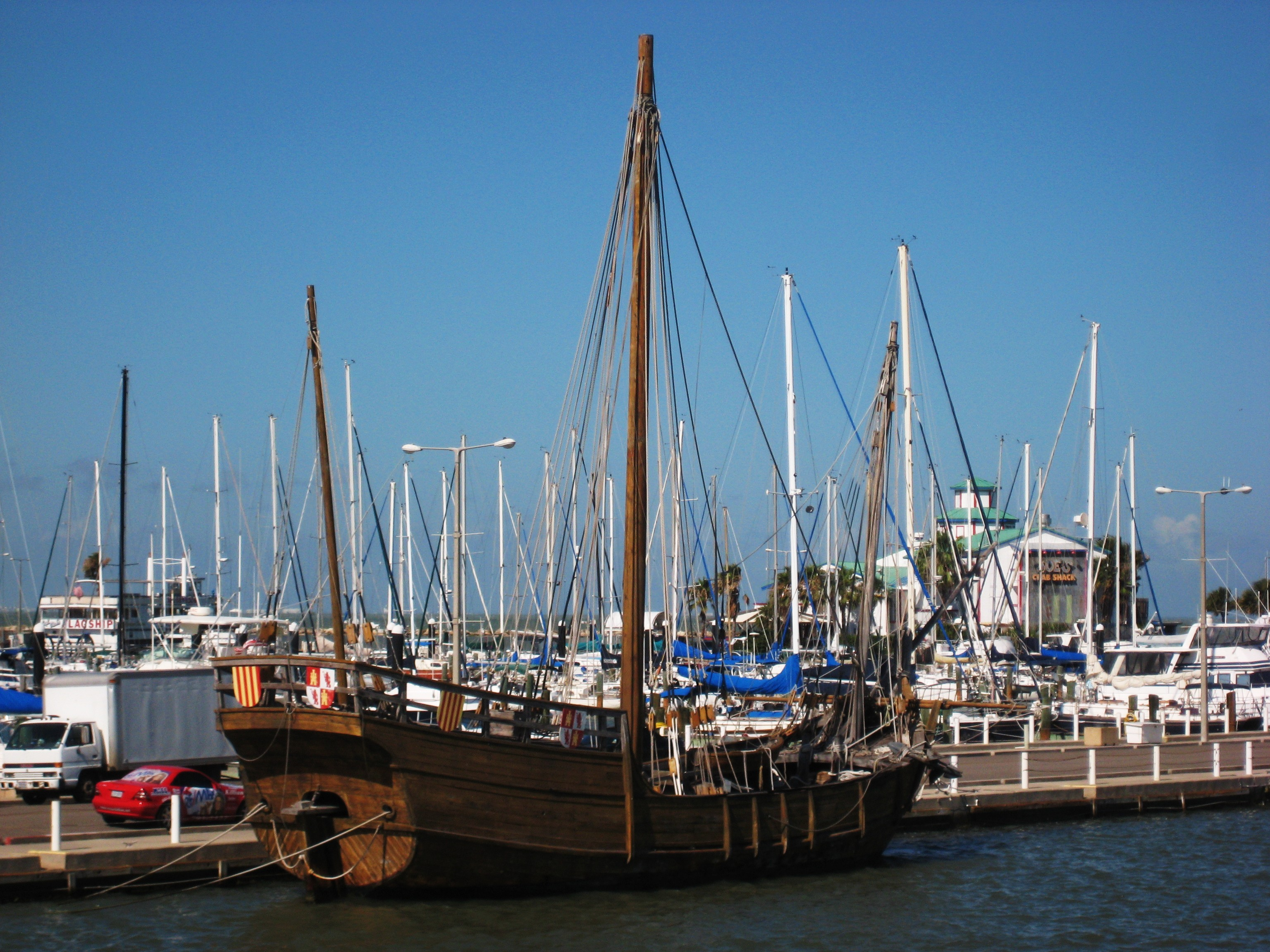
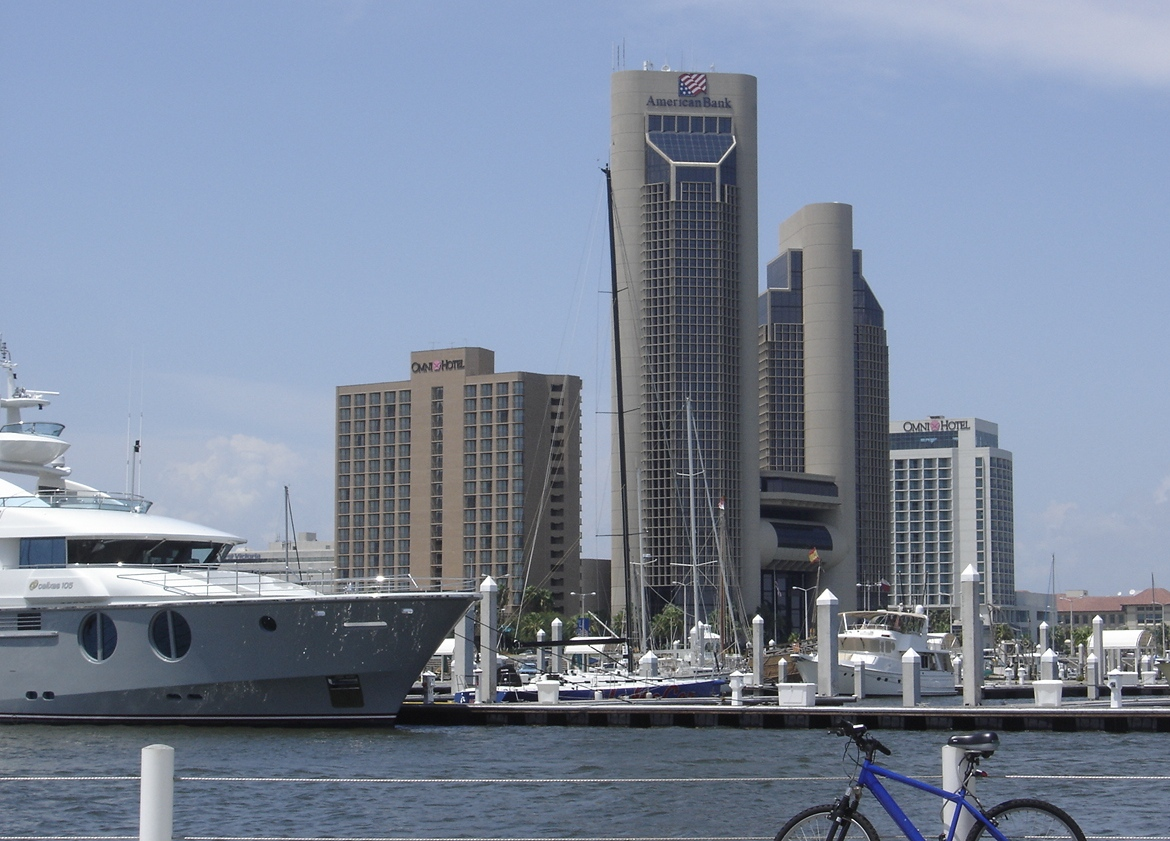
بندرگاه شهر کورپس کریستی در خلیج مکزیک.